# John Hale
Pour les articles homonymes, voir Hale.
Sir John Hale, né le 17 septembre 1923 à Ashford (Kent) et mort le 12 août 1999, est un historien britannique, spécialiste de la Renaissance.

## Œuvre
- La civilisation de la Renaissance en Europe [« The civilization of Europe in the Renaissance »]  (trad. de l'anglais par René Guyonnet), Perrin, 1993.

« Ce qui peut se lire de mieux sur l'Europe de la chute de Constantinople à la guerre de Trente ans » (Catholic Herald)
- De la guerre à la Renaissance